# Анне Ґрете Єнсен
Анне Ґрете Єнсен (дан. Anne Grethe Jensen, 7 листопада 1951) — данська вершниця.
Срібна призерка Олімпійських Ігор 1984 року в індивідуальній виїздці, учасниця 1988, 1992 років.
Чемпіонка Європи з виїздки 1983 року в індивідуальній виїздці, срібна призерка 1983 (командна виїздка), 1985 (командна виїздка) років, бронзова призерка 1985 року в індивідуальній виїздці.
Чемпіонка світу з виїздки 1986 року в індивідуальній виїздці, бронзова призерка 1982 року в індивідуальній виїздці.
Переможниця Кубка світу 1986 року в індивідуальній виїздці, срібна призерка 1987 року в індивідуальній виїздці.